# Eine Leiche zum Dessert
Eine Leiche zum Dessert (Originaltitel: Murder by Death) ist eine US-amerikanische Krimikomödie aus dem Jahr 1976 mit Starbesetzung, die fünf berühmte Kriminalromanhelden und das sie umgebende Genre persifliert.

## Handlung
Der exzentrische Millionär Lionel Twain lädt die fünf größten lebenden Detektive nebst Begleitung in sein Schloss ein, um zu beweisen, dass er der größte Kriminalist aller Zeiten sei. Er sagt voraus, dass Punkt Mitternacht jemand aus der Runde sterben und keiner in der Lage sein werde, das Verbrechen aufzuklären. Ansonsten würde er demjenigen eine Million Dollar zahlen. Jeder ist sich schon im Vorfeld sicher, dass nur Twain der Täter sein kann, da er den Zeitpunkt und die Todesursache (zwölf Stiche mit einem Fleischermesser) genau voraussagt. Zunächst jedoch wird gegessen, was durch die wenig konstruktive Zusammenarbeit des blinden Butlers Jamesir Bensonmum mit der taubstummen Köchin Yetta zu einem eher ungewöhnlichen Ereignis wird.
Alle sind überrascht, als es Punkt Mitternacht ausgerechnet Twain ist, der ermordet wird. Der Täter kann sich, da der Butler bereits vorher ermordet aufgefunden wurde und die Köchin sich als Schaufensterpuppe entpuppt, logischerweise nur noch unter den Detektiven und deren Begleitung befinden, die alle ein Motiv haben, wie sich im Laufe der von überraschenden und skurrilen Ereignissen begleiteten Erkundung des Hauses herausstellt.
Schließlich kommen die Gäste zur Ruhe, wobei jeder mit seinem Begleiter beinahe einem heimtückischen Mordversuch zum Opfer fällt. Alle treffen schließlich nacheinander in Twains Arbeitszimmer ein, aber am Schreibtisch sitzt der Butler, lebendig und ohne Blindheit. Jeder gibt nun seine ganz eigene Theorie über die wahre Identität des Butlers und damit des Mörders zum Besten und fordert die Million Dollar, doch dann nimmt der Butler eine Gesichtsmaske ab. Er ist Lionel Twain, der sich nur tot gestellt hat und jetzt damit droht, der Welt das Versagen der Detektive preiszugeben, und es wird daher niemand die Belohnung erhalten. Während die Gäste frustriert abreisen, zündet Twain sich eine Zigarette an und entpuppt sich nach Ablegen einer weiteren Maske und Hut als Yetta, die vermeintlich taubstumme Köchin.

## Hintergrund
Eine Leiche zum Dessert avancierte zum Kultfilm, teils wegen der Starbesetzung mit Alec Guinness, Peter Falk, Peter Sellers, David Niven und Maggie Smith, aber auch wegen des skurrilen Humors. Drehbuchautor Neil Simon wollte eine Parodie auf sämtliche bekannten Kriminalromanhelden schaffen und ihre Eigenheiten und Macken zum Motiv des Films machen. Gegen Ende taucht der folgende Monolog auf, der Simons Gründe darstellt, die Geschichte zu entwerfen:

„Ihr Kriminalhelden seid so lange so clever gewesen, dass ihr euch inzwischen wie Götter vorkommt. Mit der billigsten Effekthascherei führt ihr eure Leser an der Nase herum. Ihr quält sie mit aus den Fingern gesogenen Schlüssen, die keinen Sinn haben. Noch auf den fünf letzten Seiten führt ihr Charaktere ein, die im ganzen Buch mit keinem Federstrich erwähnt wurden. Bei Ihnen gibt es nicht den verstecktesten Hinweis, Informationen werden zurückgehalten, damit nur keiner errät, wer der Täter ist.“

Der Film macht sich all dies zu eigen; der Zuschauer sucht vergebens nach einem Sinn im Verlauf der Handlung und vor allem in dem absichtlich völlig verwirrenden Ende.
Der bedeutende Schriftsteller Truman Capote, der als Lionel Twain den Antagonisten der Detektive spielt, hatte dagegen mit Kaltblütig 1966 einen Tatsachenroman zum Thema Mord verfasst, der ohne diese Tricks auskam und damit das Genre von Grund auf revolutionierte: Mit Recht darf Lionel Twain sich am Ende des Films daher den größten aller Kriminalisten nennen.
Der besondere Humor des Filmes liegt auch im Zusammentreffen der zum Teil skurrilen Figuren. So müssen der blinde Butler und die taubstumme Köchin zusammenarbeiten; Inspektor Sidney Wang verwirrt seine Kollegen durch seine Wortverdrehungen und mangelhaften Grammatikkenntnisse, sodass er sich die Frage gefallen lassen muss, wie ein so genialer Detektiv den bestimmten Artikel nicht korrekt verwenden kann. Von der Grundstruktur (zehn Personen werden zu einem abgelegenen Ort eingeladen, an dem sich anschließend mysteriöse Morde ereignen) ähnelt die parodierende Filmhandlung zudem dem mehrfach verfilmten Agatha-Christie-Roman Zehn kleine Negerlein von 1939.

## Figuren
| Figur                                                    | Parodie auf                                                      | Schauspieler                    |
| -------------------------------------------------------- | ---------------------------------------------------------------- | ------------------------------- |
| Inspektor Sidney Wang aus Catalina Willie Wang aus Japan | Charlie Chan „Number One Son“, Lee Chan                          | Peter Sellers Richard Narita    |
| Dick und Dora Charleston aus New York                    | Nick und Nora Charles aus der Thin-Man-Reihe                     | David Niven Maggie Smith        |
| Jessica Marbles aus Sussex Krankenschwester Miss Withers | Miss Marple Hildegarde Withers                                   | Elsa Lanchester Estelle Winwood |
| Sam Diamond aus San Francisco Tess Skeffington           | Sam Spade aus Die Spur des Falken Spades Sekretärin Effie Perine | Peter Falk Eileen Brennan       |
| Milo Perrier aus Brüssel Marcel                          | Hercule Poirot Hercule Poirots Assistent Hastings                | James Coco James Cromwell       |

In einer für die Kinofassung herausgeschnittenen Szene treten zwei Figuren auf, die Parodien von Sherlock Holmes und Dr. Watson darstellen. Für eine US-amerikanische TV-Ausstrahlung wurde die Szene wieder integriert. Die Holmes-Parodie wurde von Keith McConnell gespielt, die des Dr. Watson von Richard Peel.

## Kritiken
„Intelligent ausgearbeitete und überraschend pointierte Kriminalkomödie.“

„Diese originelle Parodie bietet dem Kenner eine ganze Menge Seitenhiebe auf die klassische Krimi-Literatur. Autor Neil Simon treibt das Spiel mit der Logik so weit, dass am Ende jeder rationale Erklärungsansatz scheitern muss. Damit macht er sich heftig über minderwertige Krimis lustig, die ihre Lösungen auch am Ende mit faulen Tricks und blödsinnigen Zufällen aus dem Hut zaubern. Wer diesen Film also ‚verstehen‘ will, sitzt im falschen Boot. Die anderen aber werden sich köstlich amüsieren.“

## Synchronisation
Der Film kam am 17. September 1976 als Eine Leiche zum Dessert in die bundesdeutschen Kinos. Die Synchronisation stammte von der West-Berliner Rainer Brandt Filmproduktions GmbH. Rainer Brandt führte Synchronregie, schrieb das Dialogbuch und sprach auch selbst die Rolle des Marcel. Die sprachlichen Witze unterscheiden sich gegenüber der englischen Originalversion nur sehr geringfügig. Allerdings ließen sich nicht alle englischen Wortspiele ins Deutsche übertragen. Zum Beispiel: Mr. und Mrs. Charleston wohnen in Inspektor „Wangs Flügel“, im Original „Wang’s wing“.
In der DDR kam der Film am 14. Oktober 1977 unter dem Titel Verzeihung, sind Sie der Mörder? in die Kinos. Dafür wurde vom DEFA-Studio für Synchronisation eine neue deutsche Synchronfassung angefertigt. Synchronregie führte Inge Lindner, das Dialogbuch stammte von Friedel Hohnwald.
| Rolle             | Schauspieler    | Synchronsprecher (Brandt) | Synchronsprecher (DEFA) |
| ----------------- | --------------- | ------------------------- | ----------------------- |
| Jamesir Bensonmum | Alec Guinness   | Friedrich W. Bauschulte   | Eugen Schaub            |
| Lionel Twain      | Truman Capote   | Friedrich G. Beckhaus     | Hans-Joachim Hanisch    |
| Sidney Wang       | Peter Sellers   | Jürgen Thormann           | Kurt Kachlicki          |
| Willie Wang       | Richard Narita  | Thomas Danneberg          | Klaus Bergatt           |
| Dick Charleston   | David Niven     | Friedrich Schoenfelder    | Wolfgang Lohse          |
| Dora Charleston   | Maggie Smith    | Dagmar Altrichter         | Margit Schaumäker       |
| Jessica Marbles   | Elsa Lanchester | Erna Haffner              | Hanna Rieger            |
| Miss Withers      | Estelle Winwood | Tina Eilers               | Trude Brentina          |
| Sam Diamond       | Peter Falk      | Harald Juhnke             | Helmut Schellhardt      |
| Tess Skeffington  | Eileen Brennan  | Barbara Ratthey           | Heide Kipp              |
| Milo Perrier      | James Coco      | Klaus Miedel              | Hans-Joachim Hegewald   |
| Marcel            | James Cromwell  | Rainer Brandt             | Gerd Grasse             |